# Vital Massé
Vital Massé (ur. 16 grudnia 1936 w Saint-Barthélémy) – kanadyjski duchowny katolicki, biskup diecezji Mont-Laurier w latach 2001-2012.

## Życiorys
Rozpoczął studia filozoficzne w seminarium w Joliette, kończąc je w 1958 na Uniwersytecie Montrealskim. W latach
1958-1962 odbył studia
teologiczne w seminarium w Montrealu. Uzyskał także tytuł magistra teologii na Papieskim Uniwersytecie św. Tomasza z Akwinu (1965) oraz na uniwersytecie w Strasburgu (1966).
Święcenia kapłańskie przyjął 26 maja 1962 i został inkardynowany do diecezji Joliette. Był m.in. kapelanem ruchu Gioventù in Marcia (1967-1980) oraz proboszczem parafii w Rawdon (1980-1987) i w Berthier (1987-1993).

### Episkopat
20 października 1993 został mianowany przez papieża Jana Pawła II biskupem pomocniczym diecezji Saint-Jérôme ze stolicą tytularną Giru Marcelli. Sakry biskupiej udzielił mu 8 grudnia tegoż roku abp Jean-Claude Turcotte.
8 września 2001 został prekonizowany biskupem Mont-Laurier. Ingres odbył się 4 listopada 2001.
2 lutego 2012 przeszedł na emeryturę.